# Jasmin Schwiers
Jasmin Schwiers (Eupen, Comunidad germanófona de Bélgica, 1982) es una actriz alemana.

## Biografía

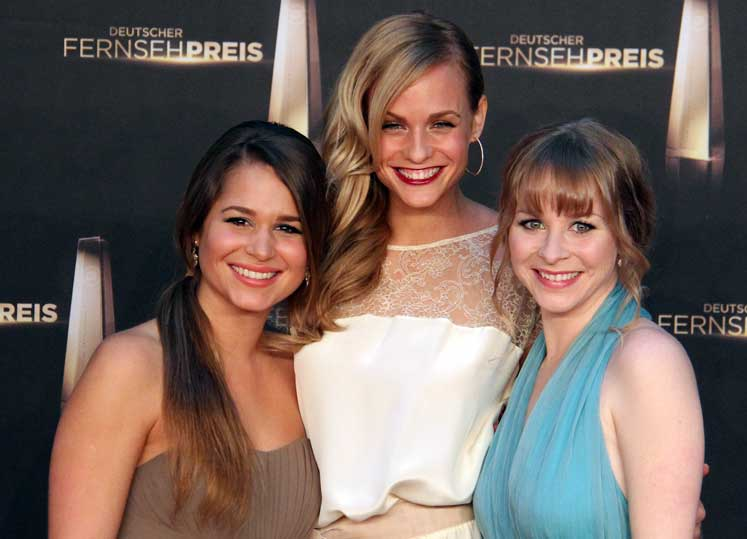
De izquierda a derecha: Cristina do Rego, Mirjam Weichselbraun y Jasmin Schwiers en el año 2012.

Debutó en televisión en el año 1997 con la película School’s Out y en el año 1998 interpretó a la hermana de Rita Kruse (Gaby Köster) en la comedia de situación de la cadena RTL Ritas Welt. Debutó en el cine el año siguiente en la comedia dirigida por Otto Alexander Jahrreiss Alles Bob!. Para cuando terminó su educación superior Schwiers ya había participado en cerca de veinte producciones. Compagina su carrera artística con la organización de talleres creativos para niños y jóvenes en la Fábrica Bleiberger, en Aquisgrán, y es embajadora de la asociación de hospicios infantiles Deutsche Kinderhospizverein.
Jasmin Schwiers vive en Colonia y está casada con el actor Jan van Weyde.

## Filmografía
- 1999 Alles Bob!
- 1999 Tatort
- 1999–2001 Ritas Welt
- 2000 Heimliche Küsse – Verliebt in ein Sex-Symbol
- 2000 Schule
- 2001 Leo und Claire
- 2002 Tattoo
- 2003 Mein erster Freund, Mutter und ich
- 2004 Endlich Sex!
- 2004 Kommissarin Lucas
- 2004 Die Konferenz
- 2005 NVA
- 2005 Bis in die Spitzen
- 2005 Das Leben der Philosophen
- 2006 Polizeiruf 110
- 2007 Der fremde Gast
- 2007 Lauf um Dein Leben – Vom Junkie zum Ironman
- 2007 Ein unverbesserlicher Dickkopf
- 2007 SOKO Rhein-Main
- 2008 Little Paris
- 2008 Machen wir’s auf Finnisch
- 2008 König Drosselbart
- 2009 Für meine Kinder tu’ ich alles
- 2009 Mord ist mein Geschäft, Liebling
- 2009 Mein Flaschengeist und ich
- 2010 Trau’ niemals deinem Chef
- 2010 Lago Ness 2
- 2010 Otto’s Eleven
- desde 2010: Krimi.de (serie)
- 2011 SOKO Leipzig
- 2011 Uns trennt das Leben
- 2012 Und alle haben geschwiegen
- 2012 Danni Lowinski (serie)
- 2012 Rat mal, wer zur Hochzeit kommt
- 2012 Heiratsschwindler küsst man nicht
- 2012 Kommissar Stolberg
- 2012 Kleine Morde
- 2013 Helen Dorn: Das dritte Mädchen
- 2014 El viejo (serie)